# Soudan mahdiste
Pour les articles homonymes, voir Derviche (homonymie).
1885–1899
Entités précédentes :
- Khédivat d'Égypte

Entités suivantes :
- Soudan anglo-égyptien

Le Soudan mahdiste ou État mahdiste ou Mahdiyah (en arabe الدولة المهدية) est un régime politique qui dirigea le Soudan de 1885 à 1899. La zone qu'il contrôlait correspond à peu près au Soudan actuel. Sa chute, qui termine la guerre des mahdistes, entraîne la création du Soudan anglo-égyptien. Les mahdistes sont parfois considérés comme les premiers nationalistes soudanais.

## Histoire

### Fondation (1881-1885)
Les disciples de Muhammad Ahmad ibn Abd Allah Al-Mahdi — qui revendiquait le titre de « mahdi » — et d'Abdulah ibn Mohammed al-Taaichi, aussi appelés « derviches », conquièrent le Soudan égyptien entre 1881 et 1885 lors de la guerre des mahdistes.
À la bataille d'El Obeid, qui se déroule du 1er au 3 novembre 1883, une armée égyptienne sous commandement britannique est attaquée et anéantie par les mahdistes alors qu'elle est engagée dans un défilé.
Le 26 janvier 1885, les mahdistes sont victorieux du siège de Khartoum, durant lequel le gouverneur britannique Charles Gordon est tué. Ils y établissent leur capitale, appelée Omdourman.

### La succession du Mahdi (1885-1887)
Le mahdi meurt du typhus le 22 juin 1885, soit six mois après la prise de Khartoum. La tâche d'établir et de maintenir le gouvernement incombe à ses adjoints, trois califes choisis par le Mahdi dans l'émulation du prophète Mahomet. La rivalité entre les trois, chacun soutenu par le peuple de sa région natale, continue jusqu'en 1891, lorsque Abdulah ibn Mohammed al-Taaichi, avec l'aide principalement des Arabes Baggara, surmonte l'opposition de ses rivaux et s'impose comme le leader incontesté du Soudan mahdiste. Abdulah — appelé le Khalifa (le successeur) — purge alors le pays des membres de la famille du Mahdi et de beaucoup de ses premiers disciples religieux.

### L'expansionnisme du Mahdiyah (1887-1893)
Les relations régionales sont restées difficiles au cours du mahdiyah, en grande partie à cause de la pratique du Khalifa consistant à utiliser le djihad pour étendre sa conception de l'islam. Ainsi, le Khalifa rejette une offre d'une alliance contre les Européens proposée par le negus éthiopien Yohannes IV[réf. nécessaire]. En 1887, une armée de 60 000 hommes d'Ansar envahit l'Éthiopie, pénétrant jusqu'à la capitale du pays, Gondar, qu'ils pillent.
En mars 1889, une force éthiopienne, commandée par le negus, marche sur Métemma. Yohannes meurt au cours de la bataille et les Éthiopiens se retirent. Abd ar Rahman an Nujumi, le meilleur général du Khalifa, envahit l'Égypte en 1889, mais des troupes égyptiennes menées par les Britanniques battent l'Ansar à Tushkah. L'échec de l'invasion de l'Égypte met un terme à l'invincibilité de l'Ansar. Les Belges empêchent les hommes du Mahdi de conquérir Équatoria et, en 1893, les Italiens repoussent une attaque de l'Ansar à Agordat (en Érythrée) et forcent l'Ansar à se retirer d'Éthiopie.

### La fin (1893-1899)
Le Mahdiyah disparait après que les armées anglo-égyptiennes, sous la direction de lord Kitchener, reconquièrent le Soudan entre 1896 et 1899. Les mahdistes sont défaits successivement à la bataille d'Atbara, le 8 avril 1898 et à la bataille d'Omdurman, le 2 septembre 1898. Finalement, le mahdi Abdullah al-Taashi est tué le 24 novembre 1899 à la bataille d'Umm Diwaykarat.
Les succès britanniques entraînent aussi la confrontation franco-britannique à Fachoda.

## Le régime mahdiste
La Mahdiyah impose une forme de charia sur les territoires qu'elle contrôle. Le nouveau dirigeant du Soudan autorise aussi la destruction des listes de références et les livres de loi et de théologie à cause de leur association avec l'ordre ancien et parce qu'il croyait que le passé accentuait le tribalisme aux dépens de l'unité religieuse.[pas clair]
Le Mahdi modifie les cinq piliers de l'Islam pour faire un dogme de la fidélité envers lui. Il ajoute la déclaration « et Muhammad Ahmad est le Mahdi de Dieu et le représentant de Son Prophète » à la récitation du credo musulman, la chahada. De plus, le service dans le jihad remplace le hajj, le pèlerinage à La Mecque, comme un devoir du fidèle. Le zakât devient l'impôt payé à l'État. Le Mahdi justifie cela et d'autres innovations et réformes comme étant les réponses aux instructions que Dieu lui transmettrait.
Enfin, le Mahdi soutient que son mouvement n'est pas un ordre religieux qui pourrait être accepté ou rejeté à volonté, mais qu'il un régime universel. Il considère donc que chacun doit le rejoindre ou être détruit.
À l'origine, la Mahdiyah fonctionne sur le modèle d'un camp militaire. Les tribunaux de la charia renforcent la loi islamique et les préceptes du Mahdi, qui font force de loi. Après avoir consolidé son pouvoir, le Khalifa institue une administration et nomme des Ansar (qui était habituellement Baqqara) comme amirs sur chacune des nombreuses provinces[pas clair].
Le Khalifa dirige aussi la riche région d'Al Jazirah. Bien qu'il échoue à reconstituer le dynamisme commercial de cette région, le Khalifa crée des ateliers pour fabriquer des munitions et entretenir des bateaux à vapeur sur le fleuve.